# ولیکا لاخینیا
ولیکا لاخینیا (اسلوونیایی: Velika Lahinja) یک زیستگاه انسانی در اسلوونی است که در White Carniola واقع شده‌است.

## خصوصیات
ولیکا لاخینیا ۳٫۰۱ کیلومترمربع مساحت و ۵۴ نفر جمعیت دارد و ۱۷۴٫۵ متر بالاتر از سطح دریا واقع شده‌است.